# Чарлз Адамс

Чарлз Самюъл „Час“ Адамс (на английски: Charles Samuel Addams) е американски художник.

## Биография
Роден на 7 януари 1912 г. в Уестфийлд, Ню Джърси. Започва кариерата си през 30-те години като автор на карикатури и комикси за различни издания, в които демонстрира своето черно чувство за хумор. Част от повтарящите се в работите му герои стават известни като „Семейство Адамс“ и по-късно служат за основа на два игрални и един анимационен филми, както и три кинофилма и мюзикъл.
Режисьорът Алфред Хичкок е сред приятелите на Адамс и притежава две оригинални творби на художника. Хичкок се позовава на Адамс във филма си от 1959 г. Север-северозапад. По време на сцената на търга Кари Грант се натъква на двама от враговете си редом до някакъв, за когото също смята, че е срещу него, и казва: „Вие тримата сте заедно. Това е картина, която само Чарлз Адамс може да нарисува.“
Чарлз Адамс умира на 29 септември 1988 г. в Ню Йорк.